# Nyctemera elongata
Nyctemera elongata är en fjärilsart som beskrevs av Swinhoe 1907. Nyctemera elongata ingår i släktet Nyctemera och familjen björnspinnare. Inga underarter finns listade i Catalogue of Life.